# Лахани, Иштар
Иштар Лахани (род. около 1985) — активистка-феминистка из ЮАР, деятельность которой посвящена вопросам социальной справедливости, в частности правам секс-работников. В 2020 году Би-би-си добавила её в свой список 100 женщин.

## Биография
Лахани родилась в 1985 году. Она училась в Витватерсрандском университете и получила там степень магистра антропологии. После выпуска её карьера развивалась от координации радикальной феминистской сети защиты переживших сексуальное насилие — Кампания «Одна из девяти» — до приготовления сэндвичей в «Любви и революции», активистском книжном магазине, кофейне и общественном пространстве, которые она основала в Йоханнесбурге, Южная Африка.
С 2014 по 2019 год она была менеджером по правам человека Рабочей группы по сексуальному воспитанию и защите интересов (SWEAT), организации, базирующейся в Южной Африке. Она также работает вместе с организациями социальной справедливости, укрепляя их подходы к защите прав человека. Креативность является ключевой особенностью её активизма. Она работала с организациями по всему миру над разработкой творческих кампаний по защите прав секс-работников в Южной Африке, прав на физическую автономию и неприкосновенность в Южной Африке, противодействия исламофобии в Шри-Ланке и растущего авторитаризма во многих странах.
В течение 2020 года Лахани работала над кампанией Free the Vaccine, которую координировал Центр художественной активности и Союз университетов основных лекарственных средств (UAEM). Эта кампания направлена на то, чтобы вакцина против COVID-19 была недорогой, доступной для всех и бесплатной для места доставки.

## Награды
Лахани вошла в ежегодный список 100 самых влиятельных женщин 2019 года по версии Би-би-си.
Лахани была в списке 200 лучших молодых южноафриканцев по версии Mail and Guardian.